# Olev Laanjärv
Olev Laanjärv (ur. 11 marca 1942 w Haapsalu, zm. 28 lutego 2007 w Tallinnie) – estoński polityk, przedsiębiorca, samorządowiec, minister spraw wewnętrznych w latach 1990–1992.

## Życiorys
W 1965 ukończył studia ekonomiczne w Instytucie Politechnicznym w Tallinnie, a w 1972 studia prawnicze w akademii działającej przy Ministerstwie Spraw Wewnętrznych ZSRR.
W latach 1965–1990 pracował w strukturach MSW Estońskiej SRR, m.in. jako oficer śledczy oraz dyrektor departamentu. Od 1990 do 1992 pełnił funkcję ministra spraw wewnętrznych w rządzie Edgara Savisaara.
Po odejściu z resortu przeszedł do sektora prywatnego. Pracował w porcie w Tallinnie: w latach 1992–1995 kierował służbą ochrony, a od 1995 do 1999 był dyrektorem administracyjnym. Od 2000 był członkiem kierownictwa spółek akcyjnych AS Lilto i AS Securitas.
W 2001 objął funkcję naczelnika tallińskiej dzielnicy Lasnamäe. Dwa lata później został wybrany do Riigikogu X kadencji z ramienia Estońskiej Partii Centrum, do której należał od 1995. W 2004 wystąpił z partii i jej frakcji parlamentarnej.
W latach 1989–1993 i 2002–2005 zasiadał w radzie miejskiej Tallinna.